# Chilmark
Chilmark és una població dels Estats Units a l'estat de Massachusetts. Segons el cens del 2007 tenia 963 habitants.

## Demografia
Segons el cens del 2000, Chilmark tenia 843 habitants, 382 habitatges, i 237 famílies. La densitat de població era de 17 habitants per km².
Dels 382 habitatges en un 25,7% hi vivien nens de menys de 18 anys, en un 52,4% hi vivien parelles casades, en un 6,8% dones solteres, i en un 37,7% no eren unitats familiars. En el 29,6% dels habitatges hi vivien persones soles el 9,2% de les quals corresponia a persones de 65 anys o més que vivien soles. El nombre mitjà de persones vivint en cada habitatge era de 2,21 i el nombre mitjà de persones que vivien en cada família era de 2,71.
Per edats la població es repartia de la següent manera: un 20,8% tenia menys de 18 anys, un 4% entre 18 i 24, un 23,7% entre 25 i 44, un 32,7% de 45 a 60 i un 18,7% 65 anys o més.
L'edat mediana era de 46 anys. Per cada 100 dones de 18 o més anys hi havia 90,9 homes.
La renda mediana per habitatge era de 41.917 $ i la renda mediana per família de 63.750$. Els homes tenien una renda mediana de 35.469 $ mentre que les dones 33.281$. La renda per capita de la població era de 30.029$. Entorn del 5,7% de les famílies i el 7,6% de la població estaven per davall del llindar de pobresa.